# إنفليكسيماب
إنفليكسيماب هو جسم مضاد وحيد النسيلة يستخدم لعلاج أمراض المناعة الذاتية.
أول من طور إنفليكسيماب يان فيلتشك [الإنجليزية] وجونمنغ لي في جامعة نيويورك مدرسة الطب ثم طورته سينتوكور (حالياً جانسن بايوتك).
حصل إنفليكسيماب على موافقة إدارة الغذاء والدواء الأمريكية لاستخدامه في التهاب المفاصل الروماتويدي والتهاب الفقار المقسط والتهاب المفاصل الصدافي والصداف وداء كرون والتهاب القولون التقرحي، وقد كان استخدامه لعلاج داء كرون أول استخدام حصلت عليه الموافقة في آب 1998.
يستخدم إنفليكسيماب عن طريق الحقن الوريدي بفترات من 6-8 أسابيع. ولا يمكن استخدامه عن طريق الفم لكون الجهاز الهضمي يتلف الأجسام المضادة وحيدة النسيلة.
يسوق تحت اسم تجاري هو ريميكيد (Remicade) وتسوقه جانسن بايوتك في الولايات المتحدة وميتسوبيشي تانابه فارما في اليابان وزيان جانسن في الصين وشيرنغ بلاو (وهي حالياً جزء من ميرك آند كو) في بقية العالم.

## الاستخدامات الطبية

### داء كرون
هناك ثلاثة أنماط ظاهرية، أو فئات من الأمراض، لداء كرون: الداء المضيِّق (الذي يسبب تضيق الأمعاء)، والداء الثاقب (الذي يسبب النواسير أو الوصلات غير الطبيعية في الأمعاء)، والداء الالتهابي (الذي يسبب الالتهاب بصورة أساسية).

#### الداء المُنوسِر
استُخدم الإنفليكسيماب لأول مرة لإغلاق النواسير في داء كرون في عام 1999. في تجربة سريرية في المرحلة الثانية أُجريت على 94 مريضًا، أظهر الباحثون أن الإنفليكسيماب كان فعالًا في إغلاق النواسير بين الجلد والأمعاء لدى 56-68% من المرضى.
أظهرت تجربة سريرية ضخمة في المرحلة الثالثة أُجريت على 296 مريضًا تُسمى تجربة أكسينت 2 أن الإنفليكسيماب كان مفيدًا أيضًا في إبقاء النواسير مغلقة، وأن ما يقرب من ثلثي مجموع المرضى المعالجين بالجرعات الأولية الثلاث من الإنفليكسيماب استجاب لديهم الناسور بعد 14 أسبوعًا، وبقيت النواسير لدى 36% من المرضى مغلقة بعد عام من العلاج، مقارنة بـ19% ممن تلقوا علاجًا وهميًا. أدت هذه التجربة النهائية إلى موافقة إدارة الغذاء والدواء الأمريكية على استخدام الدواء لعلاج الداء المُنوسر.

#### الداء الالتهابي
استُخدم الإنفليكسيماب لتحريض الهدأة (الهجوع) والحفاظ عليها في داء كرون الالتهابي. وجدت تجربة أكسينت 1، وهي تجربة ضخمة متعددة المراكز، أن 39% إلى 45% من المرضى المعالجين بالإنفليكسيماب، والذين أبدوا استجابة أولية للدواء، قد حافظوا على الهدأة بعد 30 أسبوعًا، مقارنة بـ21% ممن تلقوا علاجًا وهميًا. أظهرت أيضًا حفاظًا وسطيًا على الهدأة لمدة 38 إلى 54 أسبوعًا مقارنة بـ21 أسبوعًا لدى المرضى الذين تلقوا علاجًا وهميًا.
يعاني مرضى داء كرون حدوث سَورات (هجمات) لمرضهم بين فترات من هجوعه. تُعالج السورات الشديدة عادةً بالأدوية الستيرويدية للحصول على الشفاء، ولكن للستيرويدات العديد من الآثار الجانبية غير المرغوب فيها، لذلك يدعو بعض اختصاصيي الجهاز الهضمي الآن إلى استخدام الإنفليكسيماب أولَ خيار دوائي لمحاولة إعادة المرضى إلى حالة الهدأة. سُمي هذا النهجَ التنازلي في العلاج.

### التهاب القولون التقرحي
يستهدف الإنفليكسيماب عامل نخر الورم (تي إن إف)، الذي يُعتقد أنه أكثر ارتباطًا بسيتوكينات الصنف 1 من الخلايا تي المساعدة (تي إتش 1). ساد اعتقاد أن التهاب القولون التقرحي مرض متعلق بالصنف 2 من الخلايا تي المساعدة (تي إتش 2)، ولذلك سيكون الإنفليكسيماب محدود الاستخدام. ومع ذلك، بدأ علاج المرضى الذين يعانون التهاب القولون التقرحي بالإنفليكسيماب استنادًا إلى تجربتين سريريتين ضخمتين أُجراهما بول روتغيرتس ووليام ساندبورن في عام 2005. أظهرت تجربتا «علاج التهاب القولون التقرحي الحاد» (إيه سي تي 1 وإيه سي تي 2) اللتين أُجريتا لتقييم فائدة الإنفليكسيماب في التهاب القولون التقرحي أن 44-45% من المرضى المعالجين بالإنفليكسيماب لمدة عام قد حافظوا على استجابتهم للدواء، مقارنة بـ21% من المرضى المعالجين بدواء وهمي. بعد شهرين، كانت الاستجابة 61-69% بالنسبة إلى المرضى المعالجين بالإنفليكسيماب، و31% بالنسبة إلى المرضى المعالجين بالدواء الوهمي.
تمتلك الأدوية الحديثة مثل الإتروليزوماب لها فعالية مشابهة للإنفليكسيماب مع تأثيرات ضارة أقل عند استخدامها لعلاج التهاب القولون التقرحي.

### التهاب المفاصل الصدافي
في التهاب المفاصل الصدافي (بّي إس إيه)، تعمل مثبطات عامل نخر الورم مثل الإنفليكسيماب على تحسين العلامات والأعراض. دُرست العديد من العلاجات ذات الفعالية البسيطة في صدفية الأظافر. من بين العوامل المتوفرة، هناك بيانات عالية الجودة متاحة لدعم فعالية السيكلوسبورين والإنفليكسيماب. استنادًا إلى دراسات أجريت في إيه إس، تشير النتائج إلى أن أدوية الإنفليكسيماب، والإيتانرسبت، والأداليموماب قادرة على التقليل من علامات وأعراض الإصابة المحورية النشطة المتوسطة إلى الشديدة في سياق التهاب المفاصل الصدافي عند المرضى المصابين الذين كانت لديهم استجابة غير كافية لمضادات الالتهاب غير الستيرويدية (المستوى 1أ، الدرجة أ). إن العوامل المضادة لعامل نخر الورم (الإنفليكسيماب والإيتانرسبت؛ المستوى 1ب، الدرجة أ) أكثر فعالية في علاج التهاب المرتكزات مقارنة بالعوامل التقليدية. تشير النتائج إلى أن الإنفليكسيماب فعال في علاج التهاب الأصابع في سياق التهاب المفاصل الصدافي.